# Kimi Räikkönen
Kimi-Matias Räikkönen, (finsko: [ˈkimi ˈmɑtiɑs ˈræikːønen]), finski dirkač Formule 1, * 17. oktober 1979, Espoo, Finska.
Kimi Räikkönen je kariero je začel pri Sauber-Petronasu v sezoni 2001, superlicenco je dobil šele na jamstvo svojega moštvenega šefa. Že v naslednji sezoni 2002 se je preselil v moštvo McLaren Mercedes, ko si je prislužil vzdevek »Iceman«. V sezoni 2003 je na tesno izgubil boj za naslov prvaka proti Michaelu Schumacherju, v sezoni 2005 pa proti Fernandu Alonsu.
V sezoni 2007 je prestopil k Ferrariju, kot najbolje plačani dirkač v Formuli 1, kjer je po tesnem boju z Lewisom Hamiltonom in Fernandom Alonsom osvojil svoj prvi naslov prvaka. Po dveh sezonah v Svetovnem prvenstvu v reliju, se je v sezoni 2012 vrnil v Formulo 1 z moštvom Lotus. Od sezone 2014 ponovno nastopa za Ferrari.
Po koncu sezone se je preselil k švicarski ekipi Sauber, ki se je pred začetkom sezone 2019 preimenovala v Alfa Romeo Racing.

## Dirkaška kariera

### Pred Formulo 1 (do2001)
Räikkönen je od desetega leta uspešno dirkal v kartingu. Prvič je izven Finske dirkal v Monaku v starosti petnajstih let. Med dirko se mu je odlomil volan, svoje mehanike je o tem obvestil tako, da je dvignil volan iz dirkalnika, ko se je peljal mimo boksov po štartno-ciljni ravnini. V njegovi naslednji dirki v Monaku ga je z dirkalnikom v trčenju v prvem ovinku dirke vrglo čez ograjo, toda ob ograji je peljal naprej in nato spravil dirkalnik nazaj čez ograjo na stezo. Räikkönenov mehanik je bil prepričan, da je že odstopil, toda Finec je nadaljeval z dirko, ujel konkurente in končal na tretjem mestu. Leta 1999 je Räikkönen zasedel drugo mesto v Evropskem prvenstvu Formule Super A. Istega leta je tekmoval tudi v prvenstvu Formule Ford Euro Cup, pri dvajsetih pa je osvojil zimsko prvenstvo Britanske Formule Renault, kjer je zmagal na prvih štirih dirkah sezone. Leta 2000 je dobil sedem od desetih dirk v Britanski Formuli Renault. Kasneje leta 2000 je Räikkönen zmagal še na trinajstih od triindvajsetih dirk Formule Renault.

### Sauber (2001)
Räikkonen je prvič nastopil v Formuli 1 v sezoni 2001 na dirki za Veliko nagrado Avstralije v moštvu Sauber in takoj osvojil prve točke s šestim mestom. V sezoni je dosegel še tri uvrstitve med dobitnike točk, četrti mesti na Velikih nagradah Avstrije in Kanade ter peto mesto na dirki za Veliko nagrado Velike Britanije

### McLaren (2002-2006)
Po koncu sezone je dobil ponudbo moštva McLaren, kjer je zamenjal svojega rojaka in najuspešnejšega Finca v Formuli 1, Miko Häkkinena, ki se je odločil za dirkaško upokojitev. Prve stopničke je dosegel že na prvi dirki za McLaren, Veliki nagradi Avstralije v sezoni 2002. Prvo zmago pa je dosegel v sezoni 2003 na Veliki nagradi Malezije, ko je bil še s sedmimi uvrstitvami na stopničke vse do zadnje dirke v boju na naslov prvaka, ki ga je na koncu osvojil Michael Schumacher za vsega dve točki. Po slabši sezoni 2004, ko je sicer dosegel eno zmago in še tri uvrstitve na stopničke, a je kar osemkrat odstopil, je bil v sezoni 2005 spet v boju za naslov, tokrat s Fernandom Alonsom, toda kljub kar sedmim zmagam, kolikor jih je dosegel tudi Alonso, je naslov izgubil predvsem zaradi nezanesljivosti dirkalnika in tako drugič postal svetovni podprvak. V sezoni 2006 pa McLaren preprosto ni bil dovolj hiter in moštvo je ostalo prvič po dolgem času celo brez zmage. Räikkonen je s šestimi uvrstitvami na stopničke osvojil le peto mesto v prvenstvu, kar je tudi delno pripomoglo k odločitvi za selitev v Ferrari, ob tem pa je bilo pomembno tudi dejstvo, da je v svojih petih sezonah v McLarnu Räikkonen doživel kar šestindvajset odstopov zaradi okvare dirkalnika.

### Ferrari (2007-2009)
V sezoni 2007 se je moral kot naslednik sedemkratnega prvaka Michaela Schumacherja soočiti z velikimi pričakovanji tako Ferrarijevih navijačev kot tudi novega moštva. Začetek je bil zelo obetaven s prepričljivo zmago na prvi dirki sezone za Veliko nagrado Avstralije, nato pa sta imela tako Räikkönen kot Ferrari krajšo krizo, odstop na Veliki nagradi Španije, edina napaka Räikkönena v sezoni na kvalifikacijah pred Veliko nagrado Monaka, kjer je nato osvojil le osmo mesto, peto mesto na Veliki nagradi Kanade in četrto mesto na Veliki nagradi ZDA. V tem času si je Hamilton nabral prednost, ki jo je držal skoraj do konca, Räikkönen pa je naslednjič zmagal šele na osmi dirki sezone za Veliko nagrado Francije. Po zmagi na naslednji dirki za Veliko nagrado Velike Britanije je sicer sledil odstop, na zadnjih sedmih dirkah sezone pa je vselej osvojil stopničke. Na zadnjih štirih dirkah je zmagal kar trikrat, nadoknadil zaostanek sedemnajstih točk za Hamiltonom pred zadnjima dvema dirkama sezone, ter osvojil naslov prvaka z zmago na zadnji dirki za Veliko nagrado Brazilije, z le točko prednosti pred Hamiltonom in Alonsom, kar je najtesnejša odločitev dirkaškega prvenstva v zgodovini Formule 1 med tremi dirkači.

### Reli (2009-2011)
Že v sezoni 2009 je odpeljal eno dirko Svetovnega prvenstva v reliju za moštvo Tommi Mäkinen Racing, v sezonah 2010 in 2011 pa je v tem tekmovanju nastopal celotno prvenstvo. V sezoni 2010 je za moštvo Citroën Junior Team odpeljal enajst prvenstvenih dirk in s petindvajsetimi točkami osvojil deseto mesto v dirkaškem prvenstvu, v sezoni 2011 pa je ponovil uvrstitev v prvenstvu z moštvo Ice 1 Racing, po tem kot je na devetih prvenstvenih relijih osvojil 34 točk. 

### Lotus (2012-2013)
Po več tednih medijskih špekulacij ob koncu sezone 2011, ko so ga najprej ob dirki za Veliko nagrado Singapurja povezovali z moštvom Wiliams, pa je bilo konec novembra uradno objavljen njegov prestop v moštvo Lotus. V drugi sezoni pri Lotusu je presenetljivo zmagal že na 1. dirki v Avstraliji in prvenstvo končal na 5. mestu.

### Ferrari (2014-2018)
Po dveh sezonah pri Lotusu se je Finec vrnil v Ferrari ob bok Alonsu za eno sezono in potem še nadaljnje štiri ob Vettlu. Raikkonen je osvojil svojo 21. zmago na VN ZDA in s tem postal najuspešnejši finski dirkač. Kljub temu so že v Monzi povedali, da namesto njega v ekipo Ferrari prihaja Charles Leclerc. Raikkonen je hkrati odgovoril s prestopom v švicarsko ekipo Sauber, ki tesno sodeluje s Ferrarijem. 

### Alfa Romeo (2019)
Kimi Raikkonen bo svojo 18. sezono v F1 začel pri Alfa Romeu, ekipi, ki jo bolj poznamo kot Sauber.

## Dirkaški rezultati

### Pregled rezultatov
| Sezona | Serija                                   | Moštvo                        | Dirke | Pole | Zmage | Toč | Prv |
| ------ | ---------------------------------------- | ----------------------------- | ----- | ---- | ----- | --- | --- |
| 1999   | Evropska Formula Ford                    | ?                             | ?     | ?    | ?     | ?   | 5.  |
| 1999   | Formula Ford Festival                    | Continental Racing Van Diemen | 1     | 0    | 0     | N/A | NC  |
| 1999   | Formula Renault 2000 VB Zimsko prvenstvo | Manor Motorsport              | 4     | ?    | 4     | ?   | 1.  |
| 1999   | Formula Renault 2000 VB                  | Haywood Racing                | 4     | 0    | 0     | ?   | ?   |
| 2000   | Formula Renault 2000 Eurocup             | ?                             | 2     | 2    | 2     | 62  | 7.  |
| 2000   | Formula Renault 2000 VB                  | Manor Motorsport              | 10    | 6    | 7     | 316 | 1.  |
| 2001   | Formula 1                                | Sauber                        | 17    | 0    | 0     | 9   | 10. |
| 2002   | Formula 1                                | McLaren                       | 17    | 0    | 0     | 24  | 6.  |
| 2003   | Formula 1                                | McLaren                       | 16    | 2    | 1     | 91  | 2.  |
| 2004   | Formula 1                                | McLaren                       | 18    | 1    | 1     | 45  | 7.  |
| 2005   | Formula 1                                | McLaren                       | 19    | 5    | 7     | 112 | 2.  |
| 2006   | Formula 1                                | McLaren                       | 18    | 3    | 0     | 65  | 5.  |
| 2007   | Formula 1                                | Ferrari                       | 17    | 3    | 6     | 110 | 1.  |
| 2008   | Formula 1                                | Ferrari                       | 18    | 2    | 2     | 75  | 3.  |
| 2009   | Formula 1                                | Ferrari                       | 17    | 0    | 1     | 48  | 6.  |
| 2009   | Svetovno prvenstvo v reliju              | Tommi Mäkinen Racing          | 1     | 0    | 0     | 0   | -   |
| 2010   | Svetovno prvenstvo v reliju              | Citroën Junior Team           | 11    | 0    | 0     | 25  | 10. |
| 2011   | Svetovno prvenstvo v reliju              | Ice 1 Racing                  | 9     | 0    | 0     | 34  | 10. |
| 2012   | Formula 1                                | Lotus                         | 20    | 0    | 1     | 207 | 3.  |
| 2013   | Formula 1                                | Lotus                         | 17    | 0    | 1     | 183 | 5.  |
| 2014   | Formula 1                                | Ferrari                       | 19    | 0    | 0     | 55  | 12. |
| 2015   | Formula 1                                | Ferrari                       | 19    | 0    | 0     | 150 | 4.  |
| 2016   | Formula 1                                | Ferrari                       | 21    | 0    | 0     | 186 | 6.  |
| 2017   | Formula 1                                | Ferrari                       | 20    | 1    | 0     | 205 | 6.  |
| 2018   | Formula 1                                | Ferrari                       | 21    | 1    | 1     | 251 | 3.  |
| 2019   | Formula 1                                | Alfa Romeo                    | 21    | 0    | 0     | 43  | 12. |

### Formula 1
(legenda) (odebeljene dirke pomenijo najboljši štartni položaj, poševne pa najhitrejši krog, †-uvrščen kljub odstopu)
| Leto | Moštvo                    | Šasija                | Motor                      | 1       | 2       | 3       | 4       | 5       | 6       | 7       | 8       | 9       | 10      | 11      | 12      | 13      | 14      | 15      | 16      | 17      | 18      | 19     | 20      | 21      | Prv | Toč |
| ---- | ------------------------- | --------------------- | -------------------------- | ------- | ------- | ------- | ------- | ------- | ------- | ------- | ------- | ------- | ------- | ------- | ------- | ------- | ------- | ------- | ------- | ------- | ------- | ------ | ------- | ------- | --- | --- |
| 2001 | Red Bull Sauber Petronas  | Sauber C20            | Petronas 01A 3.0 V10       | AVS 6   | MAL Ret | BRA Ret | SMR Ret | ŠPA 8   | AVT 4   | MON 10  | KAN 4   | EU 10   | FRA 7   | VB 5    | NEM Ret | MAD 7   | BEL Ret | ITA 7   | ZDA Ret | JAP Ret |         |        |         |         | 10. | 9   |
| 2002 | West McLaren Mercedes     | McLaren MP4-17        | Mercedes FO 110M 3.0 V10   | AVS 3   | MAL Ret | BRA 12  | SMR Ret | ŠPA Ret | AVT Ret | MON Ret | KAN 4   | EU 3    | VB Ret  | FRA 2   | NEM Ret | MAD 4   | BEL Ret | ITA Ret | ZDA Ret | JAP 3   |         |        |         |         | 6.  | 24  |
| 2003 | West McLaren Mercedes     | McLaren MP4-17D       | Mercedes FO 110M/P 3.0 V10 | AVS 3   | MAL 1   | BRA 2   | SMR 2   | ŠPA Ret | AVT 2   | MON 2   | KAN 6   | EU Ret  | FRA 4   | VB 3    | NEM Ret | MAD 2   | ITA 4   | ZDA 2   | JAP 2   |         |         |        |         |         | 2.  | 91  |
| 2004 | West McLaren Mercedes     | McLaren MP4-19        | Mercedes FO 110Q 3.0 V10   | AVS Ret | MAL Ret | BAH Ret | SMR 8   | ŠPA 11  | MON Ret | EU Ret  | KAN 5   | ZDA 6   |         |         |         |         |         |         |         |         |         |        |         |         | 7.  | 45  |
| 2004 | West McLaren Mercedes     | McLaren MP4-19B       | Mercedes FO 110Q 3.0 V10   |         |         |         |         |         |         |         |         |         | FRA 7   | VB 2    | NEM Ret | MAD Ret | BEL 1   | ITA Ret | KIT 3   | JAP 6   | BRA 2   |        |         |         | 7.  | 45  |
| 2005 | West McLaren Mercedes     | McLaren MP4-20        | Mercedes FO 110R 3.0 V10   | AVS 8   | MAL 9   | BAH 3   | SMR Ret | ŠPA 1   | MON 1   | EU 11   | KAN 1   | ZDA DNS | FRA 2   | VB 3    | NEM Ret |         |         |         |         |         |         |        |         |         | 2.  | 112 |
| 2005 | Team McLaren Mercedes     | McLaren MP4-20        | Mercedes FO 110R 3.0 V10   |         |         |         |         |         |         |         |         |         |         |         |         | MAD 1   | TUR 1   | ITA 4   | BEL 1   | BRA 2   | JAP 1   | KIT 2  |         |         | 2.  | 112 |
| 2006 | Team McLaren Mercedes     | McLaren MP4-21        | Mercedes FO 108S 2.4 V8    | BAH 3   | MAL Ret | AVS 2   | SMR 5   | EU 4    | ŠPA 5   | MON Ret | VB 3    | KAN 3   | ZDA Ret | FRA 5   | NEM 3   | MAD Ret | TUR Ret | ITA 2   | KIT Ret | JAP 5   | BRA 5   |        |         |         | 5.  | 65  |
| 2007 | Scuderia Ferrari Marlboro | Ferrari F2007         | Ferrari 056 2.4 V8         | AVS 1   | MAL 3   | BAH 3   | ŠPA Ret | MON 8   | KAN 5   | ZDA 4   | FRA 1   | VB 1    | EU Ret  | MAD 2   | TUR 2   | ITA 3   | BEL 1   | JAP 3   | KIT 1   | BRA 1   |         |        |         |         | 1.  | 110 |
| 2008 | Scuderia Ferrari Marlboro | Ferrari F2008         | Ferrari 056 2.4 V8         | AVS 8   | MAL 1   | BAH 2   | ŠPA 1   | TUR 3   | MON 9   | KAN Ret | FRA 2   | VB 4    | NEM 6   | MAD 3   | EU Ret  | BEL 18  | ITA 9   | SIN 15  | JAP 3   | KIT 3   | BRA 3   |        |         |         | 3.  | 75  |
| 2009 | Scuderia Ferrari Marlboro | Ferrari F60           | Ferrari 056 2.4 V8         | AVS 15  | MAL 14  | KIT 10  | BAH 6   | ŠPA Ret | MON 3   | TUR 9   | VB 8    | NEM Ret | MAD 2   | EU 3    | BEL 1   | ITA 3   | SIN 10  | JAP 4   | BRA 6   | ABU 12  |         |        |         |         | 6.  | 48  |
| 2012 | Lotus F1 Team             | Lotus E20             | Renault RS27-2012 2.4 V8   | AVS 7   | MAL 5   | KIT 14  | BAH 2   | ŠPA 3   | MON 9   | KAN 8   | EU 2    | VB 5    | NEM 3   | MAD 2   | BEL 3   | ITA 5   | SIN 6   | JAP 6   | KOR 5   | IND 7   | ABU 1   | ZDA 6  | BRA 10  |         | 3.  | 207 |
| 2013 | Lotus F1 Team             | Lotus E21             | Renault RS27-2013 2.4 V8   | AVS 1   | MAL 7   | KIT 2   | BAH 2   | ŠPA 2   | MON 10  | KAN 9   | VB 5    | NEM 2   | MAD 2   | BEL Ret | ITA 11  | SIN 3   | KOR 2   | JAP 5   | IND 7   | ABU Ret | ZDA     | BRA    |         |         | 5.  | 183 |
| 2014 | Scuderia Ferrari          | Ferrari F14 T         | Ferrari 059/3 1.6 V6 t     | AVS 7   | MAL 12  | BAH 10  | KIT 8   | ŠPA 7   | MON 12  | KAN 10  | AVT 10  | VB Ret  | NEM 11  | MAD 6   | BEL 4   | ITA 9   | SIN 8   | JAP 12  | RUS 9   | ZDA 13  | BRA 7   | ABU 10 |         |         | 12. | 55  |
| 2015 | Scuderia Ferrari          | Ferrari SF15-T        | Ferrari 060 1.6 V6 t       | AVS Ret | MAL 4   | KIT 4   | BAH 2   | ŠPA 5   | MON 6   | KAN 4   | AVT Ret | VB 8    | MAD Ret | BEL 7   | ITA 5   | SIN 3   | JAP 4   | RUS 8   | ZDA Ret | MEH Ret | BRA 4   | ABU 3  |         |         | 4.  | 150 |
| 2016 | Scuderia Ferrari          | Ferrari SF16-H        | Ferrari 061 1.6 V6 t       | AVS Ret | BAH 2   | KIT 5   | RUS 3   | ŠPA 2   | MON Ret | KAN 6   | EU 4    | AVT 3   | VB 5    | MAD 6   | NEM 6   | BEL 9   | ITA 4   | SIN 4   | MAL 4   | JAP 5   | ZDA Ret | MEH 6  | BRA Ret | ABU 6   | 6.  | 186 |
| 2017 | Scuderia Ferrari          | Ferrari SF70H         | Ferrari 062 1.6 V6 t       | AVS 4   | KIT 5   | BAH 4   | RUS 3   | ŠPA Ret | MON 2   | KAN 7   | AZE 14† | AVT 5   | VB 3    | MAD 2   | BEL 4   | ITA 5   | SIN Ret | MAL DNS | JAP 5   | ZDA 3   | MEH 3   | BRA 3  | ABU 4   |         | 4.  | 205 |
| 2018 | Scuderia Ferrari          | Ferrari SF71H         | Ferrari 062 EVO 1.6 V6 t   | AVS 3   | BAH Ret | KIT 3   | AZE 2   | ŠPA Ret | MON 4   | KAN 6   | FRA 3   | AVT 2   | VB 3    | NEM 3   | MAD 3   | BEL Ret | ITA 2   | SIN 5   | RUS 4   | JAP 5   | ZDA 1   | MEH 3  | BRA 3   | ABU Ret | 3.  | 251 |
| 2019 | Alfa Romeo Racing         | Alfa Romeo Racing C38 | Ferrari 064 1.6 V6 t       | AVS 8   | BAH 7   | KIT 9   | AZE 10  | ŠPA 14  | MON 17  | KAN 15  | FRA 7   | AVT 9   | VB 8    | NEM 12  | MAD 7   | BEL 16  | ITA 15  | SIN Ret | RUS 13  | JAP 12  | MEH Ret | ZDA 11 | BRA 4   | ABU 13  | 12. | 43  |

## Rekordi v Formuli 1
- Räikkönen drži rekord sedmih zmag v sezoni 2005 v kateri ni osvojil naslov prvaka, skupaj z Alainom Prostom v sezonah 1984 in 1988 ter Michaelom Schumacherjem v sezoni 2006.
- V sezoni 2005 je izenačil rekord Michaela Schumacherja iz sezone 2004 za deset najhitrejših krogov v eni sezoni.
- S petindvajsetimi najhitrejšimi krogi (ob koncu sezone 2007) je peti najuspešnejši dirkač po številu najhitrejših krogov v zgodovini Formule 1 skupaj z Miko Häkkinenom, in najuspešnejši od aktivnih dirkačev.
- Je prvi Ferrarijev dirkač po Nigelu Mansellu na Veliki nagradi Brazilije 1989, ki je zmagal na svoji prvi dirki za Ferrari, ter prvi dirkač po Juanu Manuelu Fangiu, ki je ob debiju za Ferrari dosegel Hat Trick.
- Na dirki za Veliko nagrado Kitajske 2007 je dosegel Ferrarijevo dvestoto zmago, ter skupaj z Felipejem Masso Ferrarijevo šeststoto uvrstitev na stopničke.
- Räikkönen je drugi dirkač v zgodovini Formule 1, ki je postal prvak po tem, ko je bil pred zadnjo dirko tretji v prvenstvu. Pred njim je to uspelo le sploh prvemu prvaku Ninu Farini, ki je v sezoni 1950 premagal Juana Manuela Fangia za tri in Luigija Fagiolija za šest točk.
- Räikkönen je tretji Ferrarijev dirkač po Juanu Manuelu Fangiu in Jodyju Scheckterju, ki je postal prvak v svoji prve sezoni pri moštvu.